# Villaviciosa
Villaviciosa és un conceyu, una parròquia i un poble de la Comunitat Autònoma del Principat d'Astúries. Limita al nord amb el mar Cantàbric, al sud amb Sariegu, Nava, Cabranes i Piloña, a l'oest amb Gijón i Siero i a l'est amb Colunga.
La seva ria és la més gran d'Astúries. Hi ha un important port pesquer a Tazones. El municipi està agermanat amb Villaviciosa de Odón, Madrid. És conegut per la qualitat de la sidra i per l'abundància en pumaraes (nom amb el qual es coneixen a Astúries les arbredes de pomeres). En l'Edat Mitjana es va dir Maliayo, topònim que va donar lloc al conegut gentilici de maliayés. El topònim actual "Villaviciosa", significa "vila fèrtil".

## Història

### Prehistòria i època romana
La fertilitat de la terra i les bones condicions físiques, geogràfiques i climàtiques de tot el concejo ens fan suposar que des de l'època epipaleolítica, en l'etapa Asturienca, ja estigués colonitzat el territori, tenint el concejo una important mostra de monuments megalítics. Els assentaments castrenys també van ser múltiples i diversos, localitzant-se la majoria d'ells en l'eix de la ria, més cap a la costa-rasa occidental.
L'etapa dominadora romana es deixa sentir en gran manera en el municipi, atès que el territori era molt fèrtil i a més tenia una sortida al mar. Diverses so les làpodess i esteles repartides per tot el concejo que proven aquesta colonització, com les oposades en l'església de Grases o la de Miravalles. D'igual manera també s'han trobat restes arqueològiques d'antigues Viles Romanes en la desembocadura de la ria en l'actual Rodiles i que se suposa que era la famosa Noega. Durant l'època de la monarquia Asturiana, la població s'allunya de Rodiles i s'assenta en altres llocs com Amandi, Camoca, Fuentes o Bedriñana.

### Edad mitjana i moderna
Durant el segle xii, representants del territori es reuneixen amb el Bisbe Pelai d'Oviedo amb la finalitat de posar fi als desordres que s'estaven produint a tota la zona. Ja en temps d'Alfons IX de Castella, es comença a constituir el concejo gràcies a la política repobladora i urbanitzadora que ell mateix va iniciar, sent l'any 1270, quan el rei Alfons X el Savi, concedeix la carta de poblament mitjançant document datat a Vitòria i en el qual establix que la població s'assenteix a partir del lloc anomenat Buetes. Al mateix temps que es crea el territori maliayo, un orde cistercenc s'establix en el fons de la vall a Boides, fundant-se el monestir de Valle de Dios (Valdedios), constituint un senyoriu jurisdiccional i que va exercir una labor civilitzadora i ordenadora.

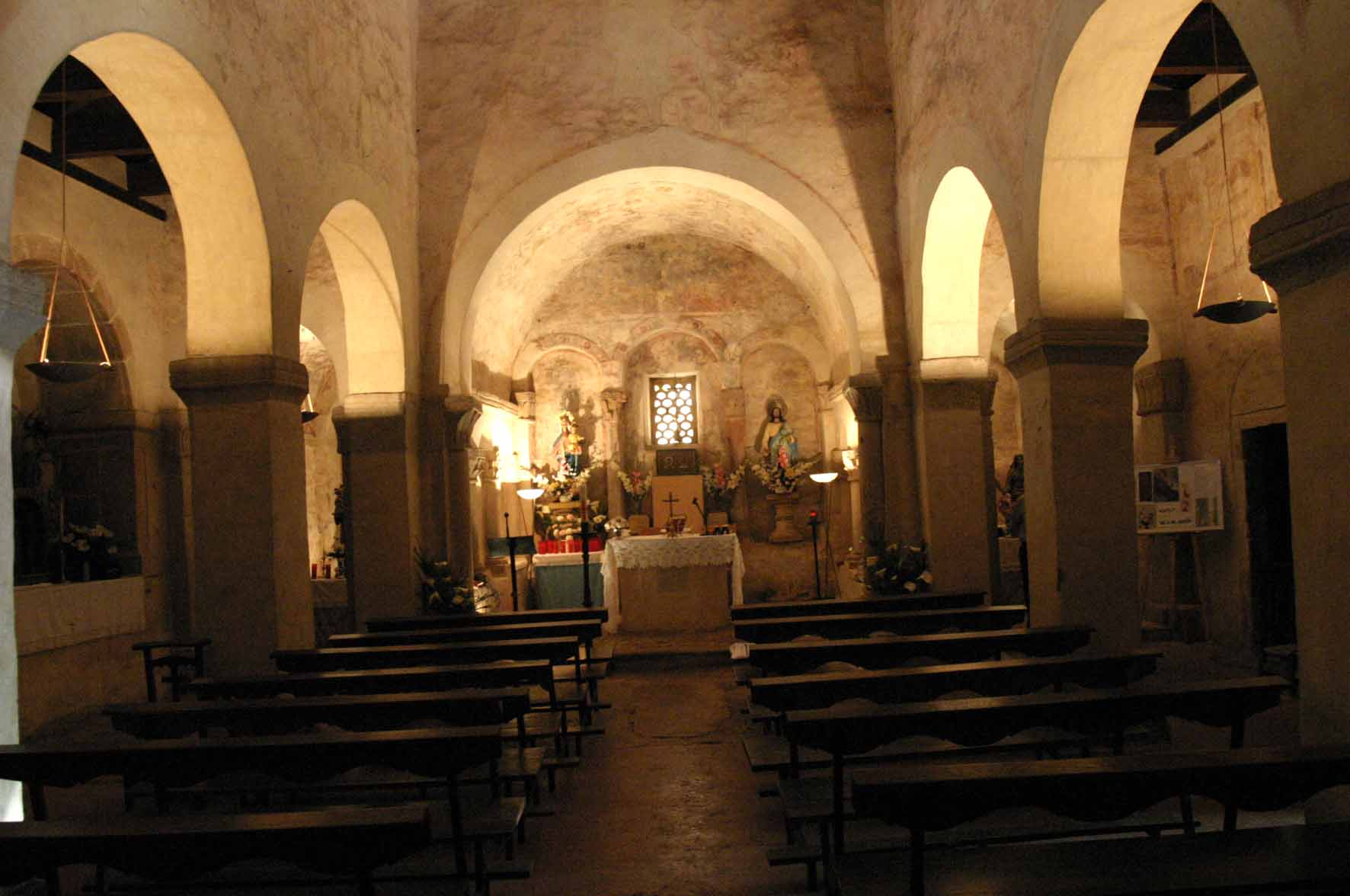
Interior de l'església de San Salvador de Priesca

En el segle xiv, el territori passa a denominar-se ja com Villaviciosa, prenent aquest nom per la fertilitat que tenien les seves terres, que oferia una abundància de productes. També durant aquest segle les gents del municipi donarien suport al bisbe Guterre en la seva lluita contra el comte de Gijón, salvaguardant els interessos del príncep Enric. Ja a la fi del segle XV un esdeveniment marca la vida de la vila, i aquest no és altre que l'incendi que va assolar la Capital destruint-la per complet. Per aquest motiu els Reis Catòlics expedeixen un document mitjançant el qual lliuren una quantitat de diners amb la finalitat de reconstruir tota la zona. Es té constància durant aquesta època, de l'existència d'un hospital en els voltants del temple de Santa María, en ser el concejo lloc de passada en el peregrinar a Santiago per la ruta de la Costa.
El segle xvi, deixa en Villaviciosa un dels successos més rellevants dintre de la història del concejo, que és el desembarcament i allotjament a la vila de l'emperador Carles I d'Espanya en 1517. El monarca, va arribar a port en Tazones per culpa d'una tempesta que va fer variar el rumb que seguia tota la cort a Santander. Una vegada en el concejo es va dirigir juntament amb la seva germana Leonor cap a la Vila allotjant-se en la casa de Rodrigo de Hevia, en la qual va romandre tres dies i quatre nits completes, durant l'estada hi va rebre els regidors del concejo. Passats aquests tres dies, va abandonar el concejo per terra en direcció a Colunga.

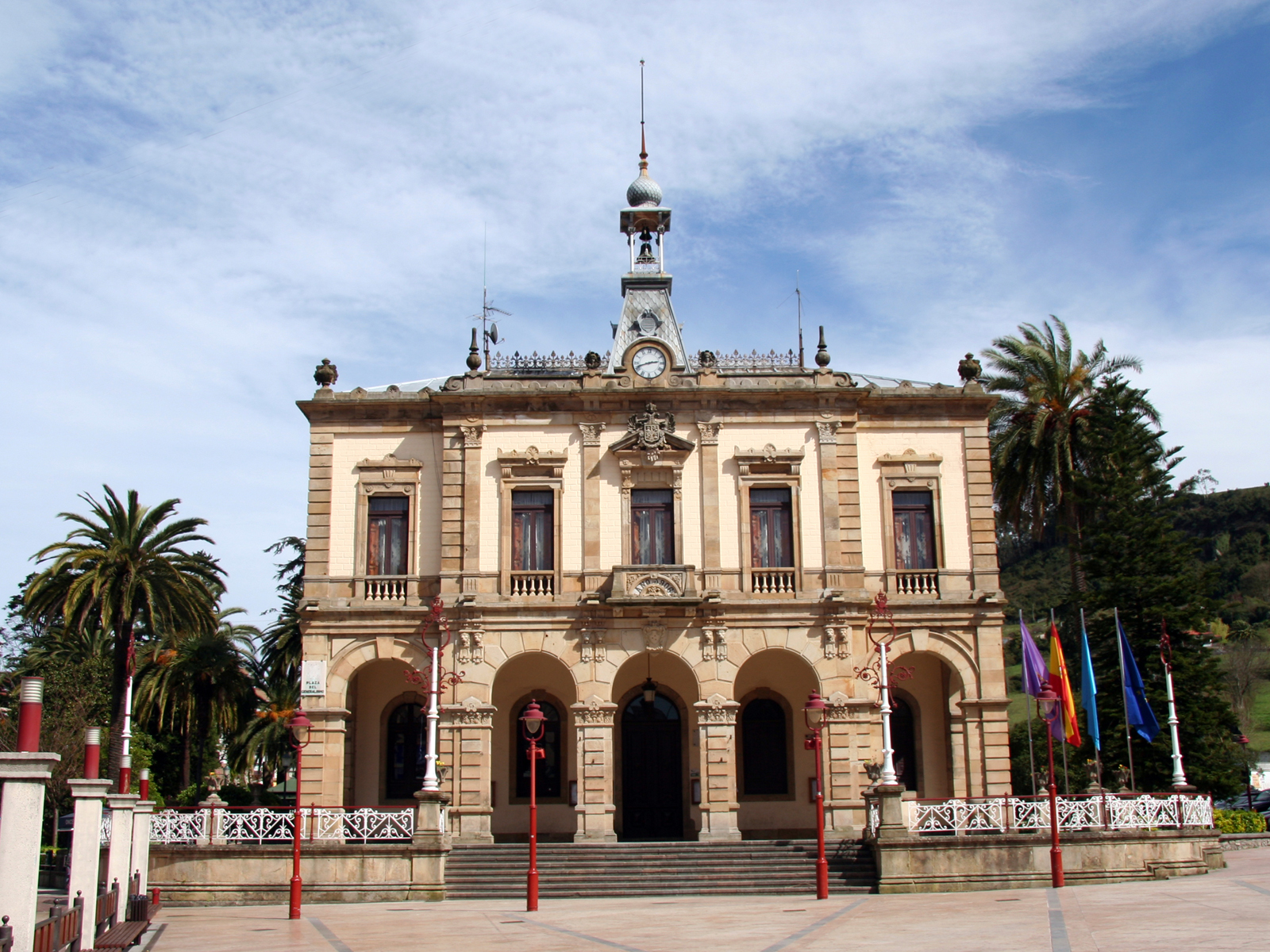
Ajuntament de Villaviciosa

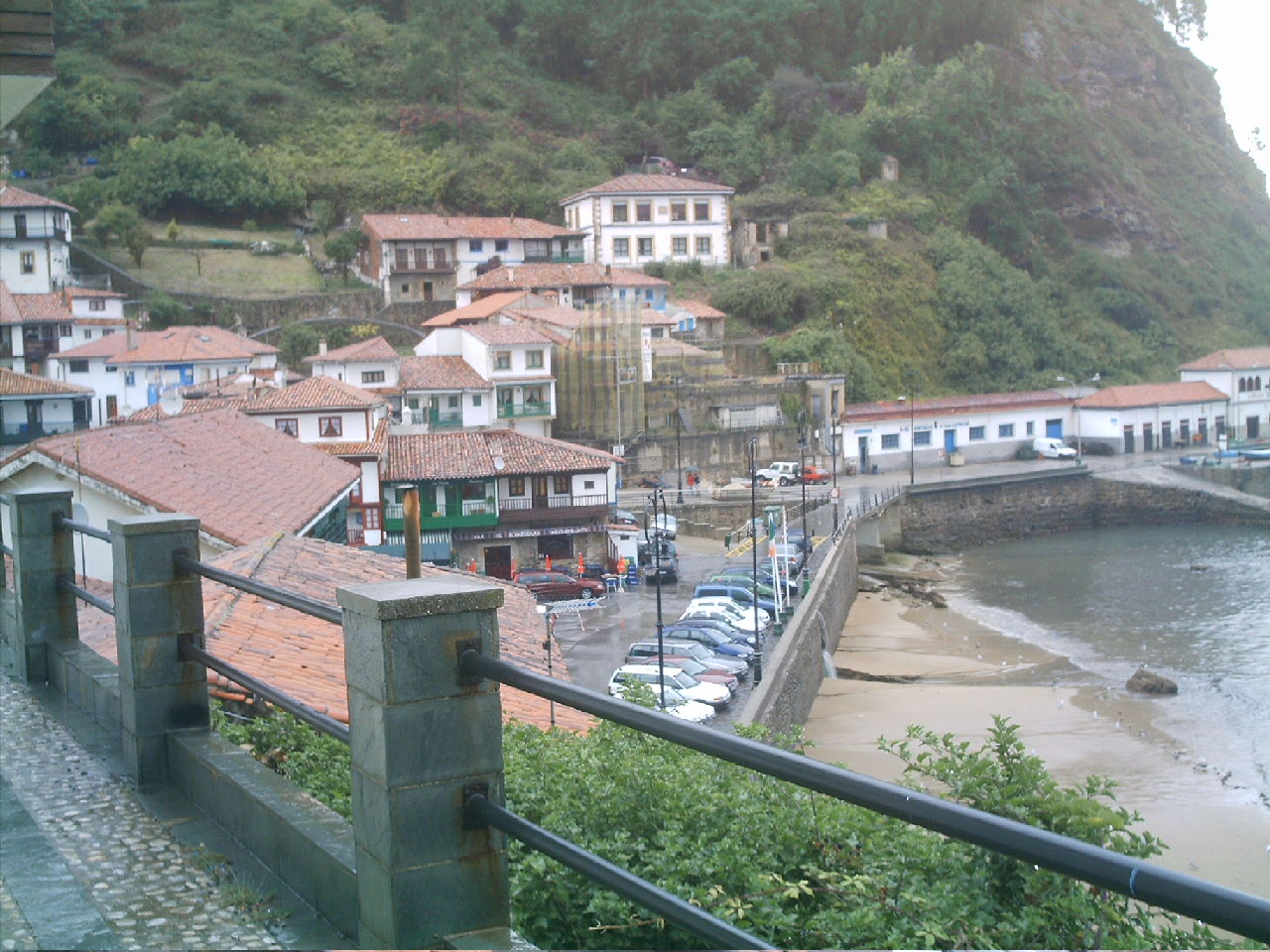
Vista del barri de San Roque de Tazones, amb la platja i el port.

En el segle xvii es produïx un gran canvi en la vila, i se'n transforma per complet el panorama urbanístic; hi apareixen casalicis nobles, palaus i placetes. Actualment es conserva bona part d'aquest desenvolupament urbà. A la fi del segle els franciscans funden un convent en la vila amb la finalitat de predicar els ensenyaments derivats del concili de Trento; se situen en un primer moment a la Vallera, més endavant és un altre en un lloc pròxim, de major capacitat, l'església conventual de la qual és l'actual temple parroquial.

### Seglexixfins ara
El segle xix ens deixa en el concejo les conseqüències de la guerra de la Independència contra França, sofrint la vila nombrosos atacs, assolint ocupar els francesos el territori durant diverses ocasions, fins que se'ls va expulsar definitivament. En 1835 s'instaura definitivament l'ajuntament constitucional, desapareixent els poders concejils que van ser ocupats durant molt temps per famílies poderoses. A la fi de segle una nova classe social emergeix en la zona, la burgesia liberal, que origina al seu torn el naixement d'un sindicalisme obrer molt revolucionari. L'activitat comercial creix de manera considerable gràcies a l'emplaçament de la seva ria, navegable llavors. Ja en el segle xx, la dictadura de Primo de Rivera porta una nova urbanització sent de destacar la portada d'aigües i la creació de les escoles graduades. La república té en el concejo un dels bastions més reaccionaris, en ser els seus regidors majoritàriament monàrquics.
La guerra civil durà en Villaviciosa 15 mesos, acabant el 19 d'octubre de 1937, amb la presa de la vila per les tropes nacionals. Als temps actuals ens deixen una important indústria alimentosa (llet i sidra), així com una major dependència del sector turístic, gran reactivador econòmic del concejo, el qual ens oferix uns espectaculars paisatges, tant en la zona interior com en la part costanera, on les seves platges són de les més visitades de tot el Principat.

## Geografia
L'accident geogràfic més destacat dintre de tot el municipi és la ria de Villaviciosa, que transcorre des de la localitat de Güetes, un total de 7 km i configura al seu pas un traçat irregular, per a anar a parar al mar entre el Puntal i la platja de Rodiles. A la dreta de la ria, la costa origina una enorme rasa anomenada rasa de Selorio, que n'origina una altra d'igual pel costat esquerre, anomenada Las Mariñes. Tal és la importància de la ria dintre del concejo que condiciona la posició de la vila dintre seu. Altres accidents fluvials d'importància són els rius Espanya, La Ñora, Fabares, Grases, Sebrayu i d'Amandi, format per la confluència dels rierols Espadañal, Viacaba, Grases i Sotu. Aquest últim riu té continuïtat a la ria a Güetes.

### Geologia
Des del punt de vista geològic, la característica més significativa l'ofereixen l'estuari de Villaviciosa i la conca que drena a través seu. Alguns autors, com Caveda Solares, afirmen que està íntegrament inclòs dintre de la conca Gijón-Villaviciosa, que és una de les tres principals unitats dintre de la conca mesozoico-terciària d'Astúries i va arribar a constituir una conca de sedimentació durant els períodes Triàsic, Juràssic i cretácic inferior.

### Costa
El concejo es caracteritza per tenir unes àmplies extensions de rases, amb una superfície alterada per pujols, valls, altures i cordals dirigits gairebé en línia recta des dels extrems cap al centre, amb altures poc pronunciades i poc pendent. El bosc de Cualmayor, en el límit de Colunga, és el que té més altitud, amb 322 metres. També són importants els cordals de Peó, Cobertoria i Cubera, que travessen el concejo transversalment. La seva franja costanera abasta una longitud de 28 km, on es barregen penya-segats molt abruptes amb platges com les de la Conejera, Ñora, Espanya, Merón, Bols, El Puntal, Rodiles i Misiego.

### Clima
El seu clima, igual que la resta dels concejos costaners de la regió, es pot dir que és suau, temperat i humit, amb unes temperatures bastant agradables, tant en les èpoques hivernals com en les estiuenques. Les temperatures mitjanes màximes són de 18,9 °C a l'agost i les mínimes, de 7,7 °C al febrer.

## Evolució demogràfica
L'evolució que ha seguit el concejo durant tot el segle xx i el que duem d'aquest, ens ha ofert un saldo decreixent entorn de les 5.000 persones, prenent com data d'inici 1900. Dos són les etapes en la podem separar aquesta evolució. Una primera que aniria des de començaments de la centúria passada fins a la dècada dels 40, i en la qual la població es troba estabilitzada entorn de 22.000 habitants. A partir d'aquesta data, comença la segona etapa, que dura fins als nostres dies. Aquí la tendència anterior es trenca i s'inicia una contínua reculada, molt més marcat en el període de 1960-1980, presentant en l'actualitat una xifra de 14.457 habitants. Amb tot això, les estructures demogràfiques del concejo comencen a trencar-se i desequilibrar-se, augmentant l'edat mitjana de la població i provocant-ne un envelliment.
La construcció de l'autovia del Cantàbric obre noves expectatives per al concejo, ja que en estar situada relativament prop de les àrees centrals industrials de la regió i al reduir-se notablement el temps a anar cap a elles, es pensa que Villaviciosa pot ser una ciutat residencial, el que augmentaria considerablement la seva població. Actualment aquesta està dividida en 41 parròquies, sent les de la capital, Amandi, Quintes i Arroes les més poblades. La parròquia d'Amandi, pràcticament es troba unida a la capital, amb el qual no sembla estrany que es trobi força habitada, i pel que fa a les altres dues cal destacar que es troben molt prop de la poblada i industrial Gijón, cosa que fa que aquestes es trobin ficades en l'espai periurbà del concejo de Gijón. Els nuclis de població més deshabitats els trobem en l'interior del concejo.

## Divisió parroquial
El Concejo de Villaviciosa es divideix en 41 parròquies:
| - Amandi - Ambás - Argüero - Arnín - Arroes - Bedriñana - Breceña | - Camoca - Candanal - Carda - Careñes - Castiello - Cazanes - Celada | - Coro - El Busto - Fuentes - Grases - La Llera - La Magdalena - Lugás | - Mar - Miravalles - Niévares - Oles - Peón - Priesca - Puelles | - Quintes - Quintueles - Rales - Rozadas - San Justo - Santa Eugenia - Selorio | - Tazones - Tornón - Valdebárzana - Vallés - Villaverde La Marina - Villaviciosa |

## Política
A Villaviciosa, des de 1979, el partit que més temps ha governat ha estat el PP (vegeu Llista d'alcaldes de Villaviciosa). L'actual alcalde de Villaviciosa és Alejandro Vega Riego del PSOE .
|      | PP | PSOE | URAS | Altres | Total |
| ---- | -- | ---- | ---- | ------ | ----- |
| 2003 | 10 | 6    | 1    | 0      | 17    |
| 2007 | 7  | 7    | 3    | 0      | 17    |

## Persones il·lustres
- Juan Fernández, explorador (s.XVI).
- Hevia, gaiter (1967-).
- Francisco de Paula Caveda y Solares, historiador (1760-1811).
- Xosé Caveda y Nava, escriptor (1796-1882).
- José Manuel Pérez Morís, periodista (1840-1881).
- Víctor García de la Concha, director de la Reial Academia Española de la Llengua (1934-).
- Arturo Cortina Llosa, cardiòleg (1936-).
- José Noriega, cantant de tonada (1920-2006).
- Manuel Busto, piragüista (1975-).
- Aquiles Tuero, Aquiles Garcia Tuero, Promotor de la cultura espanyola als Estats Units (1941-).